# Scotopteryx arthuri
Scotopteryx arthuri là một loài bướm đêm trong họ Geometridae.